# 滝川洋二
滝川 洋二（たきかわ ようじ、1949年 - ）は、日本の教育学者、東海大学教育開発研究所教授、理科教育のカリキュラムの研究者である。1986年に、特定非営利活動法人「ガリレオ工房」の前身となる「物理教育実践サークル」を立ち上げ、以後ガリレオ工房の理事長を務める。

## 来歴
岡山県に生まれる。東京都立新宿高等学校卒。1972年、埼玉大学理工学部物理学科を卒業した。1975年に東京学芸大学大学院修士課程修了。1979年より国際基督教大学高等学校教諭。1984年、国際基督教大学大学院博士課程修了する。博士論文は「授業分析にもとづく自然認識の過程の研究 : 力学の学習を例として」。
1999年9月から2000年8月までイギリスに留学。ついでケンブリッジ大学の教員養成校に学ぶ。2006年より2010年まで東京大学教養学部客員教授。2010年より現職。

## 受賞
- 文部科学大臣表彰科学技術賞、理解増進部門(2005年)

## 著書

### 単著
- 『動く!遊べる!小学生のおもしろ工作』、成美堂出版、2006年、ISBN 441504204X
- 『科学おもしろ絵事典』、PHP研究所、2006年、ISBN 4569686001
- 『ペットボトルで作る、調べるなるほど自由研究』、成美堂出版、2005年、ISBN 441502968X
- 『調べ学習・自由研究に役立つ理科の実験まるわかりbook』、成美堂出版、2005年、ISBN 4415029671
- 『どうすれば「理科」を救えるのか -イギリス父子留学で気がついたこと』、亜紀書房、2003年、ISBN 4750502049
- 『ガリレオ工房の科学あそび　part1』（増補改訂版）、実教出版、2001年、ISBN 4407030577
- 『ガリレオ工房授業に生かす理科のおすすめ実験』、東京法令出版、2001年、ISBN 4809062058

### 共著
- 『ガリレオ工房の身近な道具で大実験（第4集）』、滝川洋二・吉村利明、大月書店、2005年、ISBN 4272612174
- 『大人もハマる週末面白実験』、左巻健男・滝川洋二、講談社ブルーバックス、2005年、ISBN 4062574888
- 『どうして、理科を学ぶの?』（数学セミナー別冊）、滝川洋二・理科カリキュラムを考える会、日本評論社、2002年
- 『ガリレオ工房の身近な道具で大実験（第3集）』、滝川洋二・吉村利明、大月書店、2002年、ISBN 4272610570
- 『ガリレオ工房の科学あそび　part2』、滝川洋二・山村紳一郎、実教出版、2001年、ISBN 4407030585
- 『ガリレオ工房の身近な道具で大実験（第2集）』、滝川洋二・吉村利明、大月書店、1999年、ISBN 4272610775
- 『たのしくわかる物理実験事典』、左巻健男・滝川洋二、東京書籍、1998年、ISBN 4487731380
- 『ガリレオ工房の身近な道具で大実験（第1集）』、滝川洋二・石崎善治、大月書店、1997年、ISBN 4272610864
- 『物理がおもしろい!!』、滝川洋二・ガリレオ工房、日本評論社、1995年、ISBN 4535782164

### 編著
- 『発展コラム式　中学理科の教科書（第1分野　物理・化学）』、滝川洋二編、講談社ブルーバックス、2008年、ISBN 9784062575911
- 『発展コラム式　中学理科の教科書（第2分野　生物・地球・宇宙）』、石渡正志・滝川洋二編、講談社ブルーバックス、2008年、ISBN 9784062575928

## テレビ出演等
- 「どれどれトーク　『滝川洋二　科学の楽しさ伝えたい』」日テレG+、2006年10月6日、午後11：10〜11：35
- 「ほこ×たて」フジテレビ、2010年10月〜
- 「世界一受けたい授業」日本テレビ
- 東野圭吾原作TVドラマ『ガリレオ』、映画『容疑者Xの献身』などの実験監修（共同）

## 新聞
- 「東大生演出・実験ショー ―滝川洋二東大教養学部客員教授―」（読売新聞2008年2月5日）